# Politikåret 1882

## Händelser
- 6 mars - Kungariket Serbien utropas ur det tidigare Furstendömet Serbien.[1]
- 21 april - Frederick Whitaker efterträder John Hall som Nya Zeelands premiärminister.[2]

### Fotnoter
1. ↑  ”Serbia” (på engelska). World Statesmen. http://www.worldstatesmen.org/Serbia.html. Läst 29 juli 2015.
2. ↑  ”New Zealand” (på engelska). World Statesmen. http://www.worldstatesmen.org/New_Zealand.htm. Läst 1 augusti 2015.